# Golf van Papoeastroom
De Golf van Papoeastroom (GPC) is een zeestroom in de Golf van Papoea en de Koraalzee. De zeestroom ligt voor de zuidoostkust van het eiland Nieuw-Guinea van Papoea-Nieuw-Guinea en de noordpunt van het Australische Kaap York-schiereiland van Queensland. De Golf van Papoeastroom stroomt van west naar oost door de baai en is onderdeel van de Hirigyre.
De zeestroom wordt gevoed door de noordwest langs de kust stromende Noord-Queenslandstroom en de uit het oosten komende Noord-Vanuatustroom (onderdeel van de Pacifische Zuidequatoriale stroom).
Aan de oostkant van de baai buigt een deel van de zeestroom om de zuidpunt van Nieuw-Guinea om langs de noordkust van het eiland de Nieuw-Guineakuststroom te vormen.
De zeestroom stroomt door de mariene ecoregio's van de Straat Torres en Noordelijk Groot Barrièrerif, Golf van Papoea en Zuidoostelijk Papoea-Nieuw-Guinea.